# عبدالرحمن محمد (بازیکن هندبال)
عبدالرحمن محمد (انگلیسی: Abdelrahman Mohamed؛ زادهٔ ۱۵ اوت ۲۰۰۰) بازیکن هندبال اهل مصر است.